# Huis met de Dolfijnen (Alkmaar)
Het Huis met de Dolfijnen is een vijf traveeën breed woonhuis in het centrum van de Noord-Hollandse stad Alkmaar. De dolfijnen waar het gebouw naar vernoemd is, bevinden zich aan weerszijden van het raam boven de voordeur. Het gebouw is op 10 december 1969 ingeschreven als rijksmonument.

## Geschiedenis
Voordat het huidige vijf traveeën brede pand aan de Oudegracht 218 hier stond, stonden er twee smallere en ondiepere panden. Tussen de twee panden bevond zich een steeg. De twee panden zijn vermoedelijk vlak na het beleg van Alkmaar gebouwd en in de 17e eeuw samengevoegd.
Het nieuwe pand is in 1716 verbouwd: de achterkant werd uitgebreid en aan de voorzijde werd een nieuwe gevel opgetrokken. De twee dolfijnen werden ter versiering aangebracht. In 1783 werd de gevel opnieuw verbouwd, de oude Lodewijk XIV-stijl werd vervangen door de toen moderne Lodewijk XVI-stijl.
In de 19e eeuw heeft het pand dienstgedaan als zusterhuis.

## Exterieur
De gevel is een zogenaamde lijstgevel, van vijf traveeën breed. De lijst is voorzien van trigliefen, modillons en consoles. De middelste travee is voorzien van een risaliet waarin de gesneden voordeur is geplaatst. In een risalerend stuk is een gesneden deuromlijsting geplaatst dat doorloopt over het kalf en het raam boven de voordeur. Aan weerszijden van het raam zijn dolfijnen geplaatst. aan de boven- en onderzijde van het raam is een festoen geplaatst, de bovenste festoen is afhangend van een leeuwenkop.